# Remoulins
Remoulins là một xã trong vùng Occitanie. Xã Remoulins nằm ở khu vực có độ cao trung bình 27 mét trên mực nước biển.
Pont du Gard tọa lạc ở Vers-Pont-du-Gard gần bên.